# Partido Socialista Unificado de Alemania
El Partido Socialista Unificado de Alemania (en alemán: Sozialistische Einheitspartei Deutschlands, abreviado SED, o PSUA en español) fue un partido político alemán. Fue la principal formación política de la República Democrática Alemana (RDA), desde la fundación del país el 7 de octubre de 1949 hasta las elecciones libres del 18 de marzo de 1990. Aunque oficialmente la RDA era un estado multipartidista, en la práctica el SED tenía el monopolio político sobre el resto de partidos y organizaciones. En 1989 el partido estaba integrado por 2.260.979 militantes.
Estuvo integrado en el Frente Nacional, una coalición de partidos de la RDA que funcionó a modo de un "Frente popular". Entre las décadas de los años 1950 y 1980 la dirección del partido estuvo dominada por las figuras políticas de Walter Ulbricht y, posteriormente, de Erich Honecker. A partir de los años 1980 el SED rechazó las principales políticas del entonces líder soviético Mijaíl Gorbachov, las conocidas como perestroika y glasnost, manteniendo su tradicional rol en el gobierno y la administración de la Alemania oriental. En el otoño de 1989 la antigua estructura de la RDA colapsó y a pesar de los intentos reformistas del último líder del partido, Egon Krenz, la hegemonía y posición del partido también se vinieron abajo. El 16 de noviembre de 1989 el partido fue renombrado en Partido Socialista Unificado de Alemania-Partido del Socialismo Democrático (Sozialistische Einheitspartei Deutschlands – Partei des Demokratischen Sozialismus (SED-PDS)); el 4 de febrero de 1990 se reorganizó en el Partido del Socialismo Democrático (PDS), abandonando el marxismo-leninismo y acogiendo el socialismo democrático. Posteriormente, en unión con el partido Trabajo y Justicia Social-La Alternativa Electoral (WASG), el PDS se transformaría en Die Linke.

## Historia

### Creación
Después de la derrota de la Alemania nazi en la Segunda Guerra Mundial los aliados legalizaron nuevamente algunos de los partidos que habían estado prohibidos bajo los nazis, así como la formación de nuevos grupos políticos. Los anteriormente prohibidos Partido Socialdemócrata de Alemania (SPD) y el Partido Comunista de Alemania (KPD) fueron legalizados nuevamente. En el pasado la cooperación entre ambos partidos había sido nula, lo que algunos han señalado como una de las razones de la victoria electoral del Partido nazi, pero después de 1945 habían entablado estrechas relaciones entre sí. Desde algunos sectores se empezó a hablar de la necesidad de alcanzar una confluencia entre ambos partidos. Esto llevaría a la fundación del Partido Socialista Unificado de Alemania en abril de 1946 mediante la unificación de las secciones del KPD y el SPD en la zona ocupada por los soviéticos. Las autoridades 
soviéticas en Alemania desempeñaron un papel decisivo en este proceso. El objetivo de esta política no está claro, pues se ha apuntado a que el líder soviético Stalin pretendía con ello crear un partido fuerte que tuviera una posición influyente en una Alemania reunificada neutral o, por otro lado, buscaba crear el partido hegemónico de un Estado alemán integrado en la esfera soviética. El resultado fue la creación de un partido poderoso, con más de 1.260.000 afiliados. Sin embargo, el líder del SPD en las zona de ocupación de británica, Kurt Schumacher, se opuso furibundamente a esta unificación, e intentó hacer todo lo posible para impedirla, sin éxito. La unificación del SPD y el KPD tampoco fue muy bien vista por las otras potencias aliadas y en definitiva solo se llevó a cabo en la zona soviética.
En octubre de 1946 se celebraron unas elecciones regionales en la zona soviética, que constituyeron los primeros comicios verdaderamente libres en esta zona de Alemania desde las elecciones noviembre de 1932; el SED obtuvo un cómputo total de casi el 50% de los votos en la Alemania Oriental. A partir de 1950 el SED formó parte del llamado Frente Nacional de Alemania Democrática, una especie de "Frente popular" que se creó junto a otros partidos como Unión Demócrata Cristiana (CDU) o Partido Liberal Democrático de Alemania (LDPD), y también con organizaciones como la Juventud Libre Alemana (FJD), la Federación Alemana de Sindicatos Libres (FDGB), etc. Esta coalición unitaria, controlada en la práctica por el SED, ocupó los escaños de la Cámara del Pueblo de la RDA durante cuatro décadas, hasta las elecciones de 1990. El historiador alemán Klaus Schroeder ha señalado que en el SED también se afiliaron muchos antiguos militantes nazis del NSDAP.

### Del apogeo a la decadencia

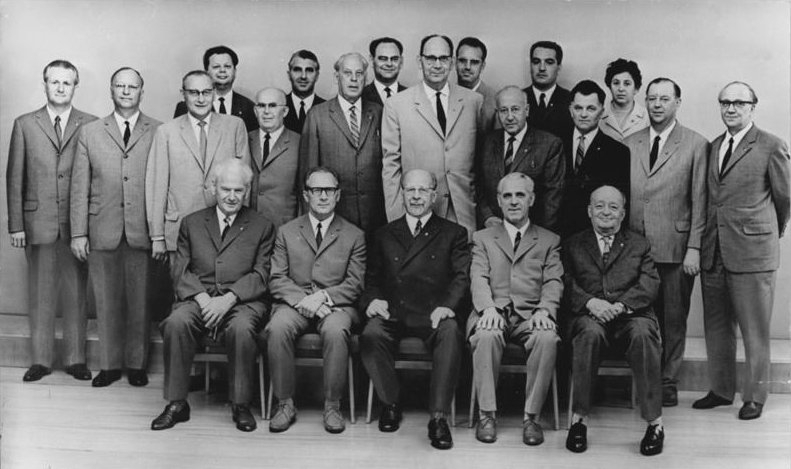
Politburó del Comité central del SED, en 1968.

En el invierno de 1948 una delegación del SED acudió a Moscú a entrevistarse con Stalin para solicitar el ingreso del partido en el Kominform, pero este aseguró que la organización aún no se encontraba suficientemente "madura". A mediados de 1949 en la zona de ocupación soviética se constituyó un congreso del pueblo alemán (Deutscher Volkskongreß) que bajo el liderazgo del SED aprobó una nueva constitución alemana, la cual entraría en vigor el 7 de octubre de 1949. Ese mismo día también se produjo la fundación oficial de la República Democrática Alemana (RDA) y la formación de un nuevo gobierno. Después de esto, el SED pasó a formar parte del Kominform.
Walter Ulbricht se convirtió en el hombre fuerte del partido desde su regreso del exilio en la Unión Soviética, y fue elegido Secretario general del SED durante el III Congreso del partido (20-24 de julio de 1950). Decidido estalinista, Ulbricht propuso una política de "socialización" de la economía y la vida de la RDA. A pesar de la creciente oposición y malestar que surgió entre la población alemana oriental, la dirección del partido decidió no modificar sus políticas. El malestar de la población continuó y en junio de 1953 terminó estallando sublevación en el Berlín Este que se extendió por el resto del país, aunque pudo ser controlada con la intervención de las Tropas soviéticas. Tras la sublevación vino una purga tanto en las organizaciones políticas como las instituciones oficiales de la RDA, que también afectó al SED: Wilhelm Zaisser, a la postre jefe del Ministerio para la Seguridad del Estado y miembro del Comité central, fue apartado junto a otros líderes. Sin embargo, Zaisser pertenecía al sector crítico a la línea estalinista de Ulbricht (cuya intransigencia había provocado la sublevación popular).

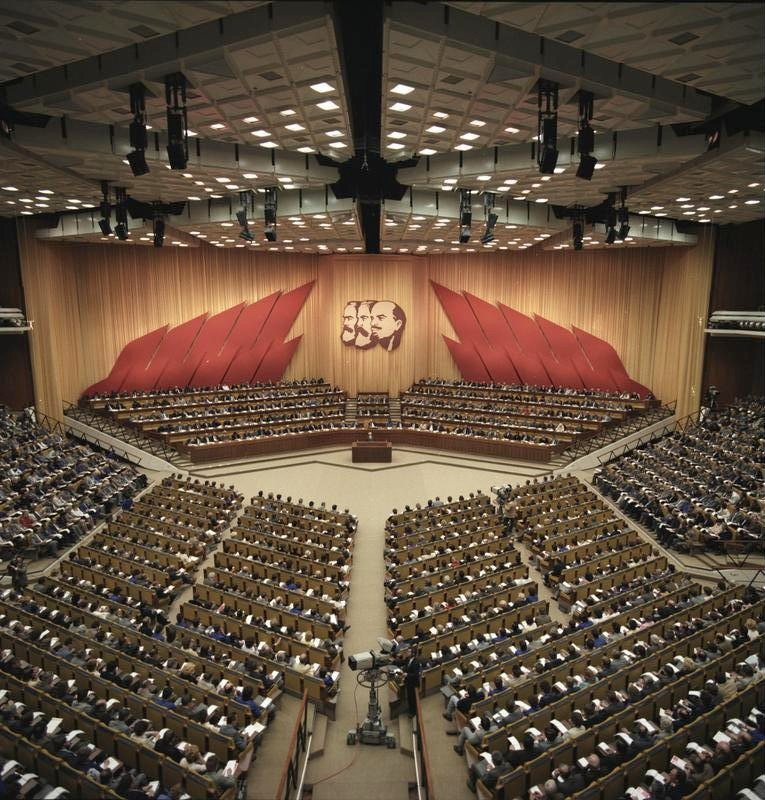
XI Conferencia de partido del SED, en 1986.

Ulbricht presentó en el VI Congreso del SED (15-21 de enero de 1963) un nuevo plan de reformas económicas que diese un nuevo dinamismo a la economía de la Alemania oriental; la nueva política económica rompió con los moldes del antiguo sistema estalinista e incluso introdujo algunos elementos procedentes del capitalismo. No obstante, se mostró escéptico a las reformas del gobierno checoslovaco durante la Primavera de Praga y apoyó la Invasión de Checoslovaquia por las fuerzas del Pacto de Varsovia. Erich Honecker sustituyó a Ulbricht en 1971, lo que posteriormente facilitaría el reconocimiento recíproco entre la RFA y la RDA. La llegada de una persona más joven al liderazgo del partido dio así mismo una sensación de renovación, además de algunas reformas políticas como una reforma de la Constitución en 1974.
A finales de los años 1980, el Partido Socialista Unificado contaba con más de dos millones de militantes: concretamente, 2.260.979 militantes. Históricamente su secretario general era además el primer gobernante de la República Democrática. El partido disponía además de un diario, el Neues Deutschland ("Nueva Alemania"), que llegó a ser uno de los más leídos en el país. Tras la caída del Muro de Berlín en noviembre de 1989 y el desmoronamiento de todas las estructuras de poder de la República Democrática Alemana, el SED entró en una profunda crisis interna. Egon Krenz sustituyó a Honecker y se hizo con el liderazgo después de la caída de Honecker e intentó reformar el sistema desde dentro, pero fracasó completamente; incluso se encontró la oposición de señalados miembros del partido pertenecientes al sector reformista, como Gregor Gysi. El antiguo SED fue desmantelado desde dentro y el 16 de diciembre de 1989 cambió su denominación por la de Partido del Socialismo Democrático (PDS), proclamando la "ruptura irrevocable con el estalinismo como sistema". En esa época perdió el 95% de la militancia, lo que incluyó la expulsión de numerosos miembros o líderes de la llamada "línea dura".

### Tras su desaparición
Después de la caída del Muro de Berlín se hizo público que el SED poseía numerosos activos, especialmente infraestructura de inmuebles, imprentas, instalaciones recreativas, etc. Además, existían numerosas inversiones en el extranjero que eran empleadas, entre otras cosas, para el apoyo de los partidos comunistas en Occidente y el Tercer Mundo. Esos fondos también eran empleados con fines de inteligencia. Solo los bienes incautados después de la desaparición del SED ascendían a unos 1.160 millones de euros. Las cuestiones legales sobre el pago de impuestos atrasados o los antiguos activos del SED se resolvieron en 1995, con la firma de un acuerdo entre el PDS y la Comisión Independiente sobre la propiedad de los partidos políticos y las organizaciones de masas de la RDA.
Para las elecciones federales de 2005 el PDS formó coalición con Trabajo y Justicia Social – La Alternativa Electoral (WASG), una escisión del ala izquierda del Partido Socialdemócrata Alemán, liderada por el expresidente socialdemócrata Oskar Lafontaine, y obtuvo los mejores resultados electorales desde 1989. En 2007 se produjo la fusión oficial de ambos partidos para crear Die Linke (La Izquierda).

## Sección de Berlín Oeste
Inicialmente, el SED contaba con una sección propia en el Berlín Oeste, que era financiada desde la Alemania oriental. Inicialmente esta sección contó con un gran apoyo popular (obtuvo casi el 20% de los votos en las elecciones estatales de 1946, obteniendo 26 escaños en el Berliner Stadtverordnetenversammlung, actual Cámara de Diputados), aunque posteriormente fue prohibido y disuelto por el Gobierno de la Alemania Federal, en concordancia con las leyes de prohibición y persecución de los grupos y propaganda comunistas que estuvieron en vigor hasta mediados de los años 60. En 1962 esta sección renació en forma de partido autónomo llamado el "Partido Socialista Unificado de Berlín Oeste" (en alemán: Sozialistische Einheitspartei Westberlins o SEW). Esta agrupación tuvo una presencia testimonial, aunque mantuvo su actividad hasta finales de los años 1980 y desapareció definitivamente tras la reunificación alemana.

## Dirección del partido
| Nombre          | Cargo              | Duración                                  |
| --------------- | ------------------ | ----------------------------------------- |
| Wilhelm Pieck   | Presidente1        | 21 de abril de 1946 - 25 de julio de 1950 |
| Otto Grotewohl  | Presidente1        | 21 de abril de 1946 - 25 de julio de 1950 |
| Walter Ulbricht | Primer Secretario2 | 25 de julio de 1950 – 3 de mayo de 1971   |
| Erich Honecker  | Secretario general | 3 de mayo de 1971 – 18 de octubre de 1989 |
| Egon Krenz      | Secretario general | 18 de octubre – 3 de diciembre de 1989    |

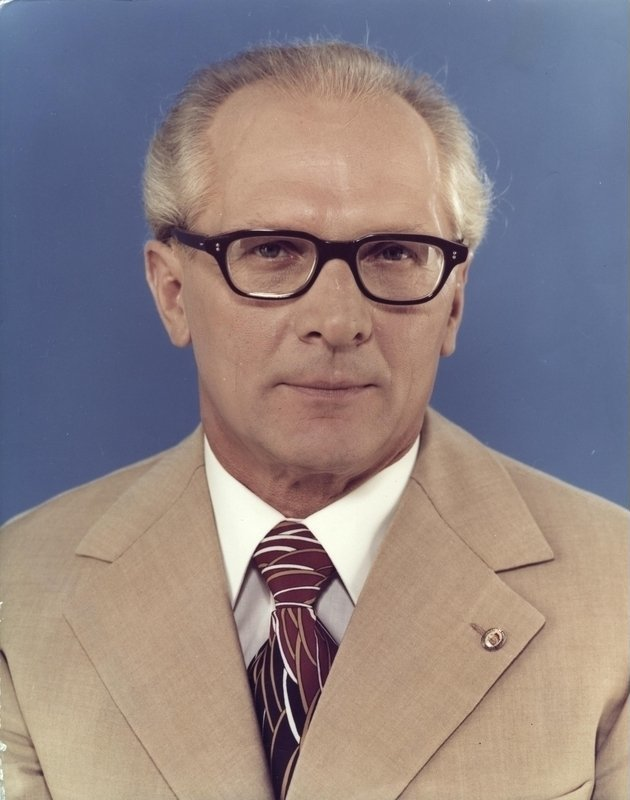
Erich Honecker en 1976.

1 Ambos ejercieron la dirección del partido entre 1946 y 1950, bajo copresidencia.
2 El Secretario general fue conocido como "Primer Secretario" entre 1953 y 1976.

### Pie de página
1. 1 2  Dirk Jurich (2006); Staatssozialismus und gesellschaftliche Differenzierung: eine empirische Studie, LIT Verlag Münster, pág. 31
2. ↑  «La noche de la caída del Muro de Berlín fue la peor de mi vida». BBC News. 3 de noviembre de 2019.
3. ↑  Wolfgang Benz; Hermman Graml (1986); Siglo XX. II. Europa después de la Segunda Guerra Mundial 1945-1982, pág. 117
4. ↑  Wilfried Loth (1994); Stalins ungeliebtes Kind. Warum Moskau die DDR nicht wollte, Rowohlt, Berlin, pág. 24
5. ↑  Manfred Wilke (1998); Anatomie der Parteizentrale – die KPD/SED auf dem Weg zur Macht, Akademie Verlag, Berlin, pág. 45
6. ↑  Jean Solchany (2003); L'Allemagne au XXe siècle: entre singularité et normalité, Presses universitaires de France, pág. 407
7. ↑  Klaus Schroeder (2000); Der SED-Staat. Partei, Staat und Gesellschaft 1949–1990, 2. Auflage, Propyläen: München, pp. 42-43
8. ↑  Wilfriede Otto (1997); Ansichten der DDR, Band VII, pág. 328
9. ↑  Wolfgang Benz; Hermman Graml (1986); Siglo XX. II. Europa después de la Segunda Guerra Mundial 1945-1982, pág. 37
10. ↑  Wolfgang Benz; Hermman Graml (1986); Siglo XX. II. Europa después de la Segunda Guerra Mundial 1945-1982, pág. 276
11. ↑  Wolfgang Benz; Hermman Graml (1986); Siglo XX. II. Europa después de la Segunda Guerra Mundial 1945-1982, pp. 371-372
12. 1 2  Wolfgang Benz; Hermman Graml (1986); Siglo XX. II. Europa después de la Segunda Guerra Mundial 1945-1982, pág. 372
13. ↑  Wolfgang Benz; Hermman Graml (1986); Siglo XX. II. Europa después de la Segunda Guerra Mundial 1945-1982, pág. 427
14. ↑  Wolfgang Benz; Hermman Graml (1986); Siglo XX. II. Europa después de la Segunda Guerra Mundial 1945-1982, pp. 442-443
15. 1 2  Wolfgang Benz; Hermman Graml (1986); Siglo XX. II. Europa después de la Segunda Guerra Mundial 1945-1982, pp. 462-463
16. ↑  Schlußbericht der Unabhängigen Kommission zur Überprüfung des Vermögens der Partei- und Massenorganisationen der DDR Archivado el 29 de octubre de 2013 en Wayback Machine., Bundesministerium des Innern, 2006.
17. ↑  Franz Oswald (2002); The Party That Came Out Of The Cold War, pp. 69-71
18. ↑  Olav Teichert (2011); Die Sozialistische Einheitspartei Westberlins: Untersuchung der Steuerung der SEW durch die SED, pp. 63-65
19. ↑  Olav Teichert (2011); Die Sozialistische Einheitspartei Westberlins: Untersuchung der Steuerung der SEW durch die SED, pp. 171